# Werhuliwka (rejon ałczewski)
Werhuliwka (ukr. Вергулівка) – osiedle typu miejskiego  na Ukrainie, w obwodzie ługańskim, w faktycznie niefunkcjonującym rejonie ałczewskim, od 2014 pod kontrolą marionetkowej, zależnej od Rosji Ługańskiej Republiki Ludowej. W 2001 liczyło 1460 mieszkańców, spośród których 187 wskazało jako ojczysty język ukraiński, 1272 rosyjski, a 1 białoruski.